# Leopoldina di Sternberg
Leopoldina di Sternberg (nome completo in tedesco Maria Leopoldine Walburga Eva; Vienna, 11 dicembre 1733 – Valtice, 27 giugno 1809) è stata principessa consorte del Liechtenstein dal 1772 al 1781, come moglie di Francesco Giuseppe I.

## Biografia

### Infanzia
Figlia del conte Francesco Filippo di Sternberg e di sua moglie, la contessa Leopoldina di Starhemberg.

### Matrimonio

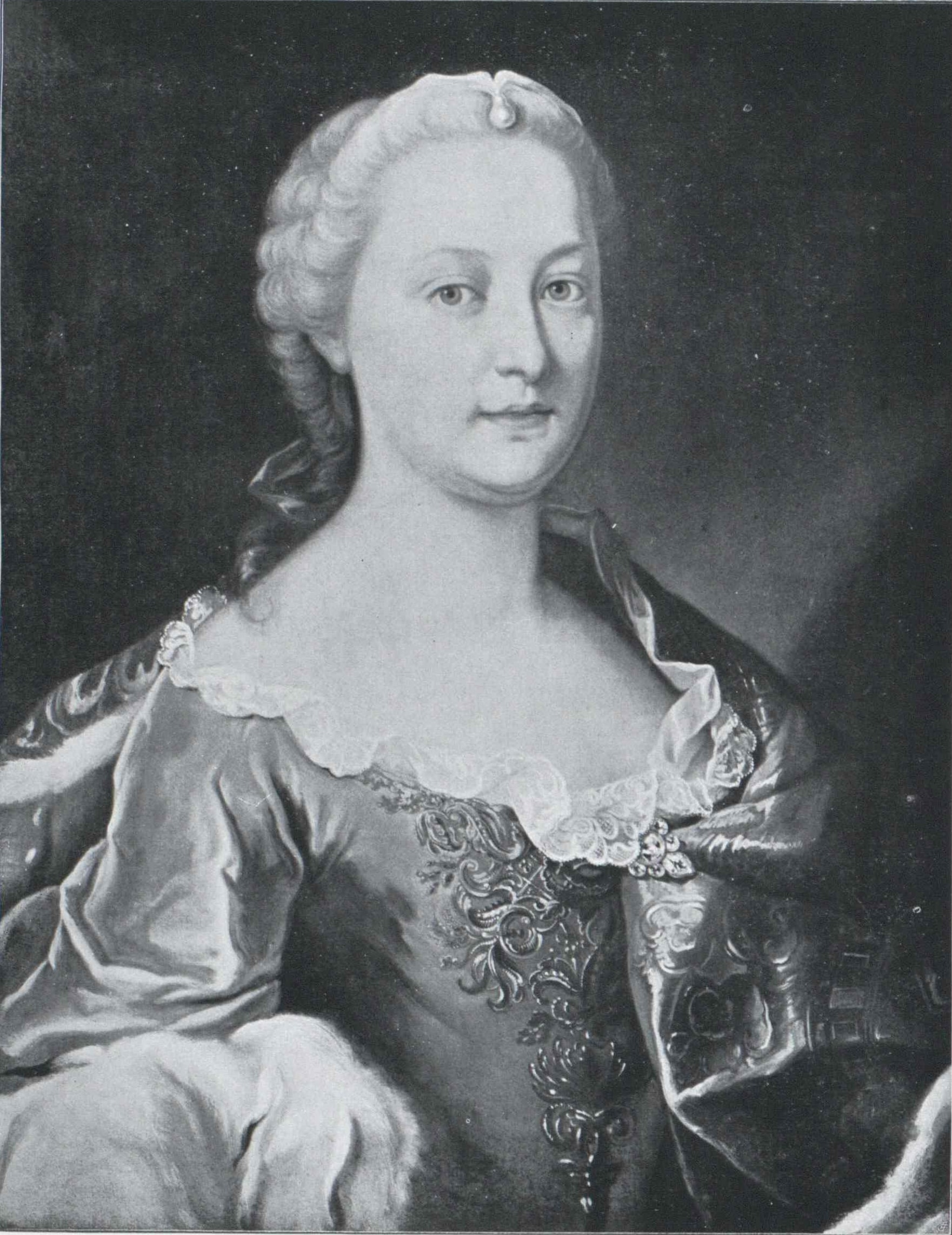
La principessa Leopoldina di Sternberg in una stampa d'epoca.

Il 6 luglio 1750 a Valtice sposò Francesco Giuseppe, principe ereditario del Liechtenstein che assurse al trono del padre nel 1772. Dopo la morte del consorte nel 1781, visse a Vienna con la figlia più giovane, Maria Giuseppa Ermenegilda.
Fu membro del prestigioso salotto della principessa Eleonora del Liechtenstein, consigliera dell'imperatore Giuseppe II del Sacro Romano Impero col quale si incontrava una volta a settimana per discutere di affari di stato. Con Leopoldina, il salotto era composto da altre prestigiose nobildonne dell'epoca, tra cui la principessa Maria Josepha von Clary und Aldringen (1728-1801), la principessa Maria Sidonia Kinsky von Wchinitz und Tettau (1729-1815), oltre al conte Franz Moritz von Lacy (1725-1801), feldmaresciallo austriaco, ed il tesoriere principe Franz Xaver Wolfgang von Orsini-Rosenberg (1723-1796).

## Discendenza
Leopoldina e Francesco Giuseppe I, Principe di Liechtenstein ebbero otto figli:
- Giuseppe Francesco di Paola Filippo Emanuele Isaia (Vienna, 6 luglio 1752 – Vienna, 17 febbraio 1754).
- Leopoldina Maria Anna Francesca di Paola Adelgonda (Vienna, 30 gennaio 1754 – Francoforte, 16 ottobre 1823), sposò a Felsberg il 1º settembre 1771 Carlo Emanuele, Langravio d'Assia-Rheinfels-Rotenburg,[2] ed ebbe figli (incluso Vittorio Amedeo, Langravio d'Assia-Rotenburg).
- Maria Antonia Aloisia Walburga Matilde (Vienna, 14 marzo 1756 – Vienna, 1º dicembre 1821), divenne suora
- Francesco di Paola Giuseppe (Vienna, 19 maggio 1758 – Vienna, 15 agosto 1760).
- Aloisio I, Principe di Liechtenstein (1759–1805).
- Giovanni I Giuseppe, Principe di Liechtenstein (1760–1836).
- Filippo Giuseppe Aloisio Martiniano (Vienna, 2 luglio 1762 – Vienna, 18 maggio 1802), celibe e senza figli
- Maria Giuseppa Ermenegilda (Vienna, 13 aprile 1768 – Hütteldorf, 8 agosto 1845), sposò a Vienna il 15 settembre 1783 Niccolò, 7te Fürst Esterházy von Galántha (Vienna, 12 dicembre 1765 – Como, 24 novembre 1833).[3]

## Titoli e trattamento
- 11 dicembre 1733 – 10 febbraio 1772: Contessa Leopoldina di Sternberg
- 10 febbraio 1772 – 18 agosto 1781: Sua Altezza Serenissima, la principessa Leopoldina del Liechtenstein
- 18 agosto 1781 – 27 giugno 1809: Sua Altezza Serenissima, la principessa Leopoldina di Sternberg

## Ascendenza
|                                                               |                                       |                                                                    | Genitori                                                    |  |  | Nonni |  |  | Bisnonni                         |  |  | Trisnonni                           |  |
|                                                               |                                       |                                                                    |                                                             |  |  |       |  |  | Conte Ulrico Adolfo di Sternberg |  |  | Conte Giovanni Rodolfo di Sternberg |  |
|                                                               |                                       |                                                                    |                                                             |  |  |       |  |  | Conte Ulrico Adolfo di Sternberg |  |  | Conte Giovanni Rodolfo di Sternberg |  |
|                                                               |                                       | Baronessa Elena Eustachia Křinecká di Ronova                       |                                                             |  |  |       |  |  | Conte Ulrico Adolfo di Sternberg |  |  |                                     |  |
| Conte Francesco Damiano di Sternberg                          |                                       |                                                                    |                                                             |  |  |       |  |  | Conte Ulrico Adolfo di Sternberg |  |  |                                     |  |
|                                                               |                                       | Contessa Anna Lucia di Chlum e Košumberk                           | Conte Gioacchino Ulrico di Chlum e Košumberk                |  |  |       |  |  |                                  |  |  |                                     |  |
|                                                               |                                       | Contessa Anna Lucia di Chlum e Košumberk                           | Conte Gioacchino Ulrico di Chlum e Košumberk                |  |  |       |  |  |                                  |  |  |                                     |  |
|                                                               |                                       | Contessa Anna Lucia di Chlum e Košumberk                           | Contessa Francesca di Meggau-Worporzan                      |  |  |       |  |  |                                  |  |  |                                     |  |
| Conte Francesco Filippo di Sternberg                          |                                       | Contessa Anna Lucia di Chlum e Košumberk                           |                                                             |  |  |       |  |  |                                  |  |  |                                     |  |
|                                                               |                                       | Conte Giovanni Federico di Trauttmansdorff                         | Conte Giovanni Massimiliano di Trauttmansdorff-Gleichenberg |  |  |       |  |  |                                  |  |  |                                     |  |
|                                                               |                                       | Conte Giovanni Federico di Trauttmansdorff                         | Conte Giovanni Massimiliano di Trauttmansdorff-Gleichenberg |  |  |       |  |  |                                  |  |  |                                     |  |
|                                                               |                                       | Conte Giovanni Federico di Trauttmansdorff                         | Condesa Maria Sofia Pálffy di Erdöd                         |  |  |       |  |  |                                  |  |  |                                     |  |
| Contessa Maria Giuseppa di Trauttmansdorff                    |                                       | Conte Giovanni Federico di Trauttmansdorff                         |                                                             |  |  |       |  |  |                                  |  |  |                                     |  |
|                                                               |                                       | Contessa Maria Eleonora Holická di Sternberg                       | Conte Venceslao Giorgio Holický di Sternberg                |  |  |       |  |  |                                  |  |  |                                     |  |
|                                                               |                                       | Contessa Maria Eleonora Holická di Sternberg                       | Conte Venceslao Giorgio Holický di Sternberg                |  |  |       |  |  |                                  |  |  |                                     |  |
|                                                               |                                       | Contessa Maria Eleonora Holická di Sternberg                       | Contessa Orsola Polissena Borita di Martinic                |  |  |       |  |  |                                  |  |  |                                     |  |
| Maria Leopoldina di Sternberg                                 |                                       | Contessa Maria Eleonora Holická di Sternberg                       |                                                             |  |  |       |  |  |                                  |  |  |                                     |  |
|                                                               | Conte Francesco Otakar di Starhemberg | Conte Conrado Baldassarre di Starhemberg                           |                                                             |  |  |       |  |  |                                  |  |  |                                     |  |
|                                                               | Conte Francesco Otakar di Starhemberg | Conte Conrado Baldassarre di Starhemberg                           |                                                             |  |  |       |  |  |                                  |  |  |                                     |  |
|                                                               | Conte Francesco Otakar di Starhemberg | Condesa Caterina Francesca Cavriani                                |                                                             |  |  |       |  |  |                                  |  |  |                                     |  |
| Conte Conrado Sigismondo di Starhemberg                       | Conte Francesco Otakar di Starhemberg |                                                                    |                                                             |  |  |       |  |  |                                  |  |  |                                     |  |
|                                                               |                                       | Contessa Cecília Chiara di Rindsmaul                               | Conte Giovanni Ottone di Rindsmaul                          |  |  |       |  |  |                                  |  |  |                                     |  |
|                                                               |                                       | Contessa Cecília Chiara di Rindsmaul                               | Conte Giovanni Ottone di Rindsmaul                          |  |  |       |  |  |                                  |  |  |                                     |  |
|                                                               |                                       | Contessa Cecília Chiara di Rindsmaul                               | Contessa Maria Eleonora di Dietrichstein                    |  |  |       |  |  |                                  |  |  |                                     |  |
| Contessa Maria Leopoldina di Starhemberg                      |                                       | Contessa Cecília Chiara di Rindsmaul                               |                                                             |  |  |       |  |  |                                  |  |  |                                     |  |
|                                                               |                                       | Massimiliano Carlo, I Principe di Löwenstein-Wertheim-Rochefort    | Conte Ferdinando Carlo di Löwenstein-Wertheim-Rochefort     |  |  |       |  |  |                                  |  |  |                                     |  |
|                                                               |                                       | Massimiliano Carlo, I Principe di Löwenstein-Wertheim-Rochefort    | Conte Ferdinando Carlo di Löwenstein-Wertheim-Rochefort     |  |  |       |  |  |                                  |  |  |                                     |  |
|                                                               |                                       | Massimiliano Carlo, I Principe di Löwenstein-Wertheim-Rochefort    | Contessa Anna Maria di Fürstenberg-Heiligenberg             |  |  |       |  |  |                                  |  |  |                                     |  |
| Principessa Maria Leopoldina di Löwenstein-Wertheim-Rochefort |                                       | Massimiliano Carlo, I Principe di Löwenstein-Wertheim-Rochefort    |                                                             |  |  |       |  |  |                                  |  |  |                                     |  |
|                                                               |                                       | Maria Polissena Khuen di Belasi, Contessa de Lichtenberg e Gandegg | Mattia Khuen di Belasi, Conte di Lichtenberg y Gandegg      |  |  |       |  |  |                                  |  |  |                                     |  |
|                                                               |                                       | Maria Polissena Khuen di Belasi, Contessa de Lichtenberg e Gandegg | Mattia Khuen di Belasi, Conte di Lichtenberg y Gandegg      |  |  |       |  |  |                                  |  |  |                                     |  |
|                                                               |                                       | Maria Polissena Khuen di Belasi, Contessa de Lichtenberg e Gandegg | Contessa Anna Susanna di Meggau in Kreutzen                 |  |  |       |  |  |                                  |  |  |                                     |  |
|                                                               |                                       | Maria Polissena Khuen di Belasi, Contessa de Lichtenberg e Gandegg |                                                             |  |  |       |  |  |                                  |  |  |                                     |  |